# Ојрасбург (Горња Баварска)
Ојрасбург (њем. Eurasburg) општина је у њемачкој савезној држави Баварска. Једно је од 21 општинског средишта округа Бад Телц-Волфратсхаузен. Према процјени из 2010. у општини је живјело 4.232 становника. Посједује регионалну шифру (AGS) 9173123.

## Географски и демографски подаци
Ојрасбург се налази у савезној држави Баварска у округу Бад Телц-Волфратсхаузен. Општина се налази на надморској висини од 600 метара. Површина општине износи 40,9 km². У самом мјесту је, према процјени из 2010. године, живјело 4.232 становника. Просјечна густина становништва износи 103 становника/km².